# Daniel Estragués i Armengol
Daniel Estragués i Armengol   (Andorra, 8 de maig de 1968) és un ex-pilot de trial andorrà que destacà en competicions estatals durant la dècada del 1990. Al llarg de la seva carrera va guanyar entre d'altres el campionat d'Espanya de trial en categoria Sènior C (1995) i el campionat d'Andorra (1996).